# Industrijska ekologija
Industrijska ekologija (IE)  je proučavanje tokova materijala i energije kroz industrijske sustave. Globalna industrijska ekonomija se može modelirati kao mreža industrijskih procesa koji vade resurse iz Zemlje i transformiraju te resurse u robu koja se može kupiti i prodati da bi se zadovoljile potrebe čovječanstva. Industrijska ekologija nastoji izmjeriti tokove materijala i dokumentirati industrijske procese na kojima funkcionira moderno društvo.  Industrijski ekolozi su često zabrinuti utjecajem industrijskih aktivnosti na okoliš, korištenjem prirodnih resursa i s problemima gospodarenja otpadom. Industrijska ekologija je mlada, ali rastuća višedisciplinarna grana znanosti koja udružuje aspekte konstruiranja, ekonomije, sociologije, toksikologije i prirodnih znanosti.
Industrijska ekologija je bila definirana kao "sustavno-zasnovan, višedisciplinaran diskurs koji nastoji razumjeti nepredviđeno ponašanje složenih integriranih ljudsko-prirodnih sustava".  Znanost prilazi pitanjima poput održivosti proučavajući probleme iz više perspektiva, često uključujući aspekte iz sociologije, okoliša, gospodarstva i tehnologije. Naziv proizlazi iz ideje da bi se trebali koristiti analogijom s pirodnim sustavima kao pomoć u razumijevanju kako konstruirati održive industrijske sustave.

## Pregled
Industrijska ekologija se bavi promjenama industrijskih procesa s linearnih (otvorena petlja) sustava, u kojima resursi i kapitalna ulaganja putuju kroz sistem na kraju postajući otpad, na sustave zatvorene petlje gdje se otpad koristi u novim procesima.
Mnogo se istraživanja usredotočuje na sljedeća područja:
- Proučavanja tokova materijala i energije  ("industrijski metabolizam")
- dematerijalizacija i dekarbonizacija
- tehnološke promjene i okoliš
- planiranje, konstrukcija i procjena životnog vijeka
- dizajn za okoliš ("eko-dizajn")
- dugotrajna odgovornost proizvođača
- eko-industrijski parkovi ("industrijska simbioza")
- okolišna politika usmjerena prema proizvodu
- eko učinkovitost

Industrijska ekologija nastoji razumjeti način na koji industrijski sustavi (npr. tvornica, ekoregija, ili nacionalna ili globalna ekonomija) međusobno djeluju s biosferom. Prirodni ekosistemi nude metaforu za bolje razumijevanje kako različiti dijelovi industrijskog sistema međusobno djeluju, u "ekosistemu" utemeljenom na resursima i infrastrukturalnom kapitalu umjesto na prirodnom kapitalu. Nastoji iskoristiti ideju da prirodni sistemi nemaju otpad i tako inspirirati održivi dizajn.
Zajedno s općim ciljevima očuvanja energije i materije te redifiniranjem robnih tržišta i relacija odlaganja/zbrinjavanja proizvoda strogo kao uslužne ekonomije, industrijska ekologija je jedan od četiri ciljeva prirodnog kapitalizma. Ova strategija obeshrabruje nemoralne kupnje koje proizlaze iz neznanja o tome što se događa u daljini i implicira političku ekonomiju koja visoko cijeni prirodni kapitalizam i oslanja se više na nastavni kapital da bi se konstruirale i održale jedinstvene industrijske ekologije.

## Povijest
Industrijska ekologija je popularizirana 1989. u časopisu Scientific American u članku Roberta Froscha i Nocholasa E. Gallopoulosa. Froschova i Gallopoulosova vizija je bila "zašto se ne bi naši industrijski sustavi ponašali kao ekosustav, gdje otpad jedne vrste može biti resurs drugoj vrsti? Zašto ne bi izlaz jedne industrije bio ulaz drugoj, tako smanjujući uporabu sirovina, zagađenje i troškove za zbrinjavanje otpada? " Značajan primjer predstavlja Danski industrijski park u gradu Kalundborg. Ovdje se mogu naći nekoliko poveznica nusprodukata i otpadne topline između brojnih subjekata kao velike elektrane, rafinerije ulja, farmaceutskog postrojenja, tvornice gipsanih ploča, proizvođača enzima, društva za otpad i samoga grada.
Znanstveno polje industrijske ekologije je brzo raslo proteklih godina. Dnevnik Industrijske Ekologije (Journal of Industrial Ecology) od 1997., Međunarodno Društvo Industrijske Ekologije (International Society for Industrial Ecology) od 2001., i Napredak u Industrijskoj Ekologiji (Progress in Industrial Ecology) od 2004. daju industrijskoj ekologiji jaku i dinamičnu poziciju u međunarodnoj znanstvenoj zajednici. Principi industrijske ekologije se pojavljuju u različitim predjelima politike kao npr. koncept cirkularne ekonomije koja se promovira u Kini. Iako se definicija cirkularne ekonomije još treba formalizirati, općenito se pažnja stavlja na strategije stvaranja kružnog toka materijala i kaskadnih tokova energije. Primjer ovoga bi bila upotreba otpadne topline od jednog procesa da bi se pokretao drugi proces koji treba niže temperature. Nada je da će ovakva strategija stvoriti učinkovitiju ekonomiju s manje zagađivača i ostalih neželjenih nusprodukata.

## Principi
Jedan od središnjih principa Industrijske Ekologije je stajalište da su društveni i tehnološki sistemi omeđeni unutar biosfere i da ne postoje izvan nje. Ekologija se koristi kao metafora zbog zapažanja da prirodni sistemi ponovno upotrebljavaju materijal i imaju u velikoj mjeri zatvorenu petlju curkulacije hranjivim tvarima. Industrijska Ekologija pristupa problemima s pretpostavkom da korištenjem sličnih proncipa kao i prirodni sustavi, industrijski sustavi se mogu poboljšati da bi se smanjio njihov utjecaj na prirodni okoliš. Tablica prikazuje opće metafore.
| Biosfera | Tehnosfera |
| --- | --- |
| - Okoliš - Organizam - Prirodni Proizvod - Prirodna Selekcija - Ekosistem - Ekologijska Niša - Anabolizam / Katabolizam - Mutacija i Selekcija - Nasljeđe - Prilagodba - Hranidbena Mreža | - Tržište - Tvrtka - Industrijski Proizvod - Konkurencija - Eko-Industrijski Park - Tržišna Niša - Proizvodnja / Gospodarenje Otpadom - Dizajn za Okoliš - Gospodarski Rast - Inovacija - Životni Vijek Proizvoda |

Industrijski park Kalundborg je smješten u Danskoj. Ovaj industrijski park je poseban zato što tvrtke međusobno ponovno upotrebljavaju otpad (koji onda postaje nusprodukt).Na primjer, energana E2 Asnæ proizvodi gips kao nusprodukt proizvodnje električne energije; taj gips postaje resurs za BPB Gyproc A/S koji proizvodi gipsane ploče . Ovo je jedan primjer sistema inspiriranog metaforom biosfere-tehnosfere: u ekosistemima, otpad jednog organizma koriste drugi organizmi; u industrijski sistemima, otpad jedne tvrtke koristi kao resurs drugoj.
Osim izravne koristi sjedinjavanja otpada u petlju, korištenje eko-industrijskog parka može biti sredstvo stvaranja energana na obnovljive izvore energije, kao Solarni PV, više ekonomski i okolišno prijateljski. U suštini, to pomaže rastu industrije obnovljivim izvorima i koristima za okoliš koje dolaze zamjenom fosilnih goriva.
IE proučava društvena pitanja i njihove odnose s tehničkim sistemima i okolišem. Kroz ovo holistično stajalište, IE prepoznaje da rješavanje problema mora uključivati poznavanje veza koje postoje između ovih sustava, različita stajališta se ne mogu sagledati u izolaciji. Često se promjene u jednom dijelu cijelog sustava mogu proširiti i uzrokovati promjene u drugom dijelu.Stoga, možemo samo shvatiti problem ako sagledamo njegove dijelove u odnosu na cjelinu. Temeljeno na ovom okviru, IE gleda na okolišna pitanja pristupom sustavnog razmišljanja.
Uzmimo grad za primjer. Grad se može podijeliti u trgovačku zonu, stembenu zonu, službenu zonu, uslužnu zonu, infrastrukturu, itd. Ovo su sve pod-sustavi sustava velikog grada. Problemi se mogu pojaviti u jednom pod-sustavu, ali rješenje mora biti globalno. Recimo da cijene kuća dramatično raste zato što postoji prevelika potreba za kućama. Jedno rješenje bi bilo da se izgrade nove kuće, ali to bi dovelo do toga da više ljudi živi u gradu, vodeći do potrebe za više infrastrukture kao ceste, škole, više supermarketa, itd. Ovaj sustav je pojednostavljenja interpretacija stvarnosti čije se ponašanje može predvidjeti.
U mnogim slučajevima sustavi s kojima se bavi IE su kompleksni. Kompleksnost otežava shvaćanje ponašanja sustava i može dovesti do povratnog učinka. Zbog nepredviđenih promjena u ponašanju korisnika ili potrošača, mjera poduzeta da se poboljša okolišni učinak ne dovodi do poboljšanja ili može čak i pogoršati situaciju. Na primjer, u velikim gradovima, promet može postati problematičan. Zamislimo da vlada želi smanjiti zagađivanje zraka i napravi politiku koja kaže da samo auti s parnim tablicama mogu voziti utorkom i četvrtkom. Auti s neparnim tablicama mogu voziti srijedom i petkom. Ostalim danima je svim autima dopušteno na cestu.
Prva posljedica bi mogla biti da ljudi kupe drugi auto, s određenim zahtjevom za broj registarskih tablica, da se mogu voziti svaki dan. Povratni učinak je taj, da danima kada se svi auti mogu voziti neki stanovnici sada koriste oba auta (gdje su imali samo jedan auto prije politike). Politika očito nije dovela do poboljšanja okoliša nego je još više pogoršala zagađivanje zraka.
Nadalje, razmišljanje o životnom vijeku je vrlo važan princip industrijske ekologije. Podrazumijeva se da svi utjecaji na okoliš prouzrokovani proizvodom, sustavom, i projektom tijekom njegovog životnog vijeka su uzeti u obzir. U ovom kontekstu životni vijek sadrži
- Vađenje sirovina
- Obrada materijala
- Proizvodnja
- Korištenje
- Održavanje
- Odstranjivanje

Transport koji je potreban između ovih etapa je uzet u obzir, ako je bitno, dodatne etape kao ponovno korištenje, ponovna proizvodnja i recikliranje se mogu uzeti u obzir. Usvajanje pristupa životnog vijeka je suštinski u izbjegavanju utjecaja promjenjivog okoliša iz jedne etape u drugu. Ovo se često naziva prebacivanjem problema. Na primjer, tijekom rekonstrukcije proizvoda, može se odabrati da mu se smanji težina, tako smanjujući uporabu resursa. Međutim, moguće je da se lakšim materijalima korištenim u novom proizvodu teže raspolaže. Učinak na okoliš koji je proizvod spriječio u fazi vađenja sirovina se prebacuje na fazu zbrinjavanja. Sveukupnog poboljšanja za okoliš nema.
Zadnji i važan princip IE je integrirani pristup ili multidisciplinarnost. IE uzima u obzir tri različita principa: društvene znanosti (uključujući ekonomiju), tehničke znanosti i znanosti o okolišu. Izazov je spojiti ih u jedinstven pristup.

## Alati
| Ludi | Planet | Profit                                                                                 | Modeliranje                                                  |
| --- | --- | -------------------------------------------------------------------------------------- | ------------------------------------------------------------ |
| - Analiza dioničara - Analize Snaga Slabosti Prilike Prijetnje (SWOT analiza) - Ekooznačavanje - ISO 14000 - Okolišno Upravljanje Sustavom - Upravljanje Integriranim Lancem - Tehnološka Procjena | - Procjena Utjecaja na Okoliš - Ulaz-Izlaz Analiza - Procjena Životnog Vijeka - Analiza toka Materijala - Analiza Toka Supstanca - MET Matrica | - Analiza Koristi i Troškova - Knjigovodstvo Potpune Cijene - Koštanje Životnog Vijeka | - Analiza Dionica i Tokova - Modeliranje Temeljeno na Agentu |

## Kritike
Disciplina industrijske ekologije je većinom utemeljena na pretpostavci da ako shvatimo naše tehnologije kako treba, problemi zagađenja okoliša i neodrživosti će se rješiti. To je razlog zašto većina sadašnjeg istraživanja u industrijskoj ekologiji je usredotočeno na tehničkie inovacije (tj., T u IPAT jednadžbi (Ljudski utjecaj=Zagađenje x Bogatstvo x Tehnologija)), kao napredak u eko-korisnosti, dizajn za okoliš, analiza toka materijala, itd. Ovo jednostavno stajalište su nedavno propitali Huesemann i Huesemann koji su pokazali da su negativne i nenamjerne posljedice tehnologije nepredvidive i neizbježne,  da je većina sadašnjeg tehno-optimizma koji se očituje u industrijskoj ekologiji neopravdano, i da moderna tehnologija, u prisutnosti kontinuiranog gospodarskog rasta, ne promiče održivost, već ubrzava kolaps. Stoga, više od tehnološkog prtljanja je potrebno da bi se postignula dugoročna održivost. Najvažnije, problemu ljudskog prenaseljavanja se mora odmah posvetiti i tranzicija na gospodarstvo stabilne države je potrebna da bi se zajamčila okolišna i društvena stabilnost.

## Budući smjerovi
Metafora ekosustava popularizirana od Froscha i Gallopoulosa je bila važan kreativni alat za pomaganje znanstvenicima u potrazi za novim rješenjima teških problema. Nedavno je pokazano da je ova metafora većinom utemeljenja na modelu klasične ekologije, i da napredci u razumijevanju ekologije temeljeni na složenim znanostima su postignuti od strane istraživača kao C. S. Hollinga, James J. Kaya,  i drugih. Za industrijsku ekologiju ovo bi moglo značiti promjenu s više mehaničkog stajališta gledanja na sustav, na onaj gdje se na održivost gleda kao važno svojstvo kompleksnog sustava. U svrhu daljnjeg istraživanja nekolicina istraživača se bavi modeliranjima temeljenim na agentu.
Analiza eksergije se primjenjuje u polju industrijske ekologije radi efikasnijeg korištenja energije. Termin eksergija je izmislio Zoran Rant 1956., ali koncept je razvio Josiah Willard Gibbs. Posljednjih desetljeća upotreba eksergije se proširila izvan fizike i inženjerstva na polja industrijske ekologije, ekološke ekonomije, sustavne ekologije, i energetike.
Nedavno se zagovaraju proizvodna postrojenja velikih razmjera za proizvodnju fotonapona u okolini industrijske ekologije. Ova postrojenja ne smanjuju samo utjecaj na okoliš nego također snizuju cijenu proizvodnje fotonapona na $1 po Wattu.

## Također vidjeti
- Biomimikrija u energetici

## Daljnje čitanje
- The industrial green game: implications for environmental design and management, Deanna J Richards (Ed), National Academy Press, Washington DC, USA, 1997, ISBN 0-309-05294-7
- 'Handbook of Input-Output Economics in Industrial Ecology', Sangwon Suh (Ed), Springer, 2009, ISBN 978-1-4020-6154-7